# Монаково (Нижегородская область)
Монаково — село в составе городского округа Навашинский Нижегородской области России.

## География
Село расположено в 27 км на север от города Навашино близ автодороги Р-125 Ряжск — Касимов — Муром — Нижний Новгород.

## История
В писцовых книгах 1629-30 годов село Монаково значилось за двумя помещиками дядей и племянником Чертковыми, как старинная их вотчина, в селе в то время была деревянная церковь Николая Чудотворца. В окладных книгах 1676 года в Монаково также значилась церковь во имя Николая Чудотворца, при ней двор попа Симеона, двор дьячков, в приходе два двора помещиковых, двор приказчиков, 51 двор крестьянский и 5 бобыльских. В 1821 году на средства помещицы Языковой вместо доселе бывшей деревянной церкви построен был каменный храм. В 1867 году трапеза храма была расширена. Престолов в храме было три: главный во имя Святого Николая Чудотворца, в трапезе теплой во имя святого мученика Флора и Лавра и Пресвятой Богородицы — «Всех скорбящих радости». Приход состоял из села Монаково и деревни Мартюшихи. В селе Монакове имелось земское народное училище, открытое местным священником в 1856 году, учащихся в 1896 году было 95.
В конце XIX — начале XX века село являлось центром Монаковской волости Муромского уезда Владимирской губернии. В 1859 году в селе числилось 90 дворов, в 1905 году — 172 двора.
С 1929 года село было центром Монаковского сельсовета, сначала Муромского района Горьковского края (с 5 декабря 1936 года — Горьковской области), затем, с 1944 года, Мордовщиковского района (с 1960 года — Навашинский район, с 16 мая 1992 года — Нижегородской области). В 2004 году Монаковский сельсовет наделён статусом — сельское поселение. В 2009 году сельское поселение Монаковский сельсовет было упразднено, а все его населённые пункты вошли в состав сельского поселения Поздняковский сельсовет. В мае 2015 года сельское поселение «Поздняковский сельсовет» было упразднено, а Монаково вошло в состав городского округа Навашинский.

## Население
| 1859 | 1897 | 1905 | 1926  | 2002 | 2010 |
| ---- | ---- | ---- | ----- | ---- | ---- |
| 740  | ↗811 | ↗979 | ↗1321 | ↘277 | ↘184 |

## Достопримечательности
В селе расположена недействующая Церковь Николая Чудотворца (1821).

## Современные проблемы
Близ села планируется возведение Нижегородской АЭС, неоднократно опротестованное жителями Нижегородской и Владимирской областей.